# The Gospel Road
The Gospel Road je dvostruki album Johnnyja Casha, objavljen 1973. u izdanju Columbia Recordsa. To je ''soundtrack'' za istoimeni film. Film i soundtrack govore o Isusovu životu. Album je zauzeo 12. mjesto na country ljestvici, ali nije objavljen nijedan singl.

## Popis pjesama

### Strana 1
1. "Praise the Lord" (Introduction) – 1:59
2. "Gospel Road (Part #1)" (Jesus Early Years) – 2:51
3. "Gospel Road (Part #2)" (John the Baptist) - (Baptism Of Jesus) – 3:28
4. "Gospel Road (Part #3)" (Wilderness Temptation) – 4:42
5. "He Turned the Water Into Wine" (The First Miracle) – 2:08
6. "I See Men as Trees Walking" (The State of the Nation) – 2:07
7. "Jesus Was a Carpenter" (Choosing of Twelve Disciples) – 6:17

### Strana 2
1. "Help (Part #1)" (Jesus Teachings: Parables of the Good Shepherd) – 2:22
2. "Help (Part #2)"  (Sermon on the Mount) – 2:07
3. "Follow Me" (s June Carter) (Mary Magdalene Speaks) – 3:02

### Strana 3
1. "He Turned the Water Into Wine" (Crossing the Sea of Galilee) -
2. "He Turned the Water Into Wine" (Part #2)"  (Feeding the Multitude) -
3. "He Turned the Water Into Wine" (Part #3)" -
4. "Gospel Road" (The Raising of Lazarus) – 4:04
5. "Help" (Song of the Children) -
6. "The Burden of Freedom" – 3:27

### Strana 4
1. "Lord, Is It I?" (The Feast of the Passover) – 1:29
2. "The Last Supper" – 2:28
3. "The Burden of Freedom" (He is Risen) – 3:41
4. "Jesus Was a Carpenter" -

## Ljestvice
Album - Billboard (Sjeverna Amerika)
| Godina | Ljestvica      | Pozicija |
| ------ | -------------- | -------- |
| 1973.  | Country albumi | 12       |

## Vanjske poveznice
- Gospel Road: A Story of Jesus u internetskoj bazi filmova IMDb-a